# Висока школа модерног бизниса Београд
Висока школа модерног бизниса (МБС) је основана 2008. године као самостална институција у рангу факултета, чији је оснивач АСБ Академија из Беча. МБС је акроним за “Modern Business School”. Налази се на адреси Теразије 27/4 у Београду. Студијски програми конципирани су према Европским стандардима, што студентима омогућава наставак школовања у Европи.
Модеран бизнис подразумева колаборацију различитих врста људи који су експерти у различитим областима, али који уз помоћ успешног лидера сарађују ка остварењу заједничког циља.
Основне студије трају 4 године, уз стицање звања дипломирани менаџер. Мастер студије трају 1 годину, уз стицање звања мастер менаџер. Висока школа модерног бизниса нуди својим студентима праксу у престижним домаћим и страним компанијама.
Студенти сами бирају, кроз изборне предмете, коју област менаџмента желе да изучавају. Предавања и вежбе су интерактивни, организовани у малим групама, а настава се реализује помоћу најсавременије технологије.
На МБС-у се редовно одржавају додатна предавања гостујућих стручњака, изборни курсеви и радионице посвећене актуелним темама и додатним вештинама које ће студенте оспособити за активно учешће на тржишту после студија. Курсеви обухватају области финансија, ИТ, маркетинга, менаџмента, безбедности, предузетништва и страних језика.
МБС издаје публикације: „Како одабрати најбоље студије?” и „Водич за родитеље будућих студената”
Алумни клуб Високе школе модерног бизниса представља организацију која окупља и одржава комуникацију са бившим студентима који су дипломирали или мастерирали на МБС-у. Основни циљ је омогућавање свршеним студентима окупљање и учествовање у многобројним активностима везаним за Високу школу модерног бизниса и обавештавање о новим дешавањима и  омогућавање лакше међусобна комуникација.